# Суднозеро
Су́днозеро (карел. Venehjärvi — старинная деревня в составе Костомукшского городского округа Республики Карелия.

## Общие сведения
Деревня отнесена к памятникам истории и культуры, находящимся на территории Костомукшского городского округа, историческое поселение.

## Население
| 2002 | 2009 | 2010 | 2013 |
| ---- | ---- | ---- | ---- |
| 6    | ↘2   | ↗4   | ↘3   |